# Invitation to a Murder
Invitation to a Murder,  é um filme americano de 2023, dos gêneros mistério e suspense, dirigido por Stephen Shimek, com roteiros de Gérard Miller, Brian O'Donnell e Jerome Reygner-Kalfon baseado no livro Invitation to a Murder escrito por Gail Abbott Zimmerman.

## Enredo
1934. Sul da Inglaterra. Quando um bilionário recluso Lewis Findley convida seis estranhos aparentemente aleatórios para sua propriedade na remota mansão em uma ilha, a intrépida aspirante a detetive Miranda Green acha o convite misterioso muito atraente para deixar passar. Quando outro convidado aparece morto, Miranda deve chegar ao fundo da trama maliciosa por trás da reunião para provar a si mesma e talvez salvar sua vida. À medida que o fim de semana avança, as pistas sobre por que eles foram convidados começam a se desenrolar junto com um mistério sinistro.

## Elenco
- Mischa Barton - Miranda Green
- Chris Browning - Donald Walker
- Bianca A. Santos - Carmen Blanco
- Giles Matthey - Phillip Armstrong
- Grace Lynn Kung - Lu
- Seamus Dever - Lawrence Kane
- Amy Sloan - Katherine
- Alex Hyde-White - Sean

## Produção
A produção começou no final de 2021.

## Lançamento
O filme foi lançado digitalmente (streaming) em 25 de abril de 2023 através da Lionsgate.